# Quadricycle

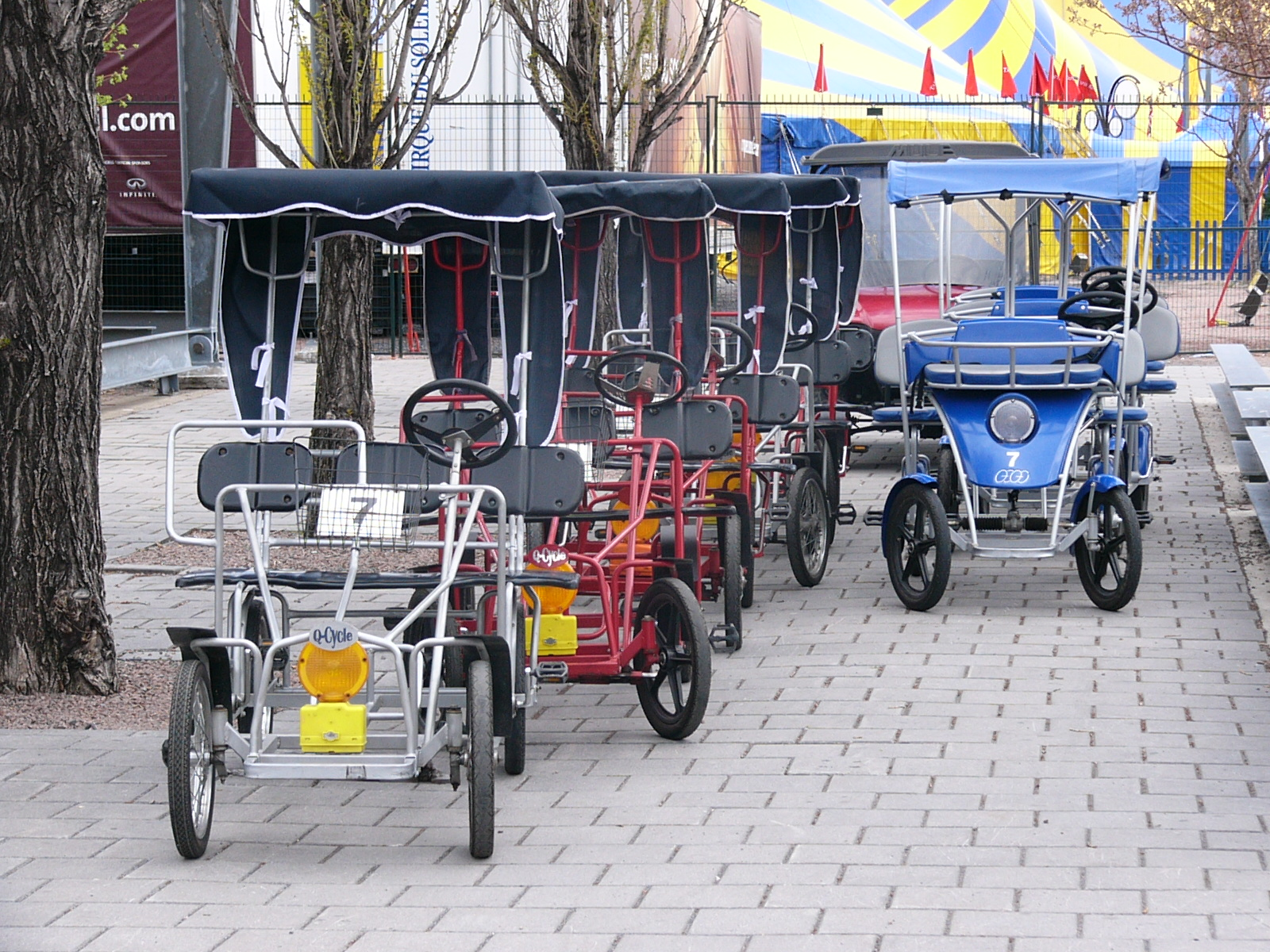
Verhuring van quadricycles.

Een quadricycle is een vierwielige motorfiets, hoewel het ook wel tot de automobiel wordt gerekend. 
In het begin van de twintigste eeuw moesten fabrikanten van gemotoriseerde vervoermiddelen nog uitvinden welke oplossing het beste was: twee, drie of vier wielen. Enkele fabrikanten van tricycles, zoals De Dion-Bouton en Gough Brothers, bouwden deze soms tot vierwielers uit om verschillende redenen.
Henry Ford's eerste auto was een quadricycle.
De Dion-Bouton racete ermee. Beide merken gebruikten de vierwielers om er een forecar van te maken, met een zitplaats voorop. 
De hedendaagse variant wordt quad genoemd.